# Journal of Information Technology
Das Journal of Information Technology (JIT) ist eine vierteljährlich erscheinende wissenschaftliche Zeitschrift der Wirtschaftsinformatik.

## Überblick
Der Schwerpunkt der im JIT publizierten Beiträge liegt auf empirischen und kritisch-analytischen Publikationen zu Fragen der „Entwicklung und Nutzung, des Managements und des (wirtschaftlichen und gesellschaftlichen) Einflusses von (Informations-)Technologie“. Hierbei wird ein besonderer Fokus auf Forschungen zu den Themenbereichen SMAC (Soziale Medien, Anwendungen für mobile Endgeräte und Cloud-Dienste) sowie BRAID (Blockchain, Robotik, Automatisierung von Wissensarbeit, IoT und Digitale Fertigung) gelegt.
Des Weiteren erscheinen im JIT Forschungspublikationen zu externen Rahmenbedingungen der Entwicklung, Nutzung und Anwendung von Informationstechnologie (Politische Regulierung, Standardisierung etc.).

## Rezeption
Die Journal Citation Reports (JCR) des Web of Science ermittelten für das JIT einen 2-Jahres-Impakt-Factor von 5,6 (Stand 2022) bzw. einen 5-Jahres-Impakt-Faktor von 7,5 (Stand 2022).
Das Zeitschriften-Ranking VHB-JOURQUAL 3 (2015) stuft die Zeitschrift in die Kategorie A ein. Das JIT ist Bestandteil der Senior Scholars’ List of Premier Journals der Association for Information Systems (AIS).

## Chefredakteure
- Daniel Schlagwein, Professor an der University of Sydney, Australien.
- Jan Marco Leimeister, Professor an der Universität St. Gallen, Schweiz, und der Universität Kassel, Deutschland.
- Wendy Currie, Professorin an der Audencia Business School, Frankreich.